# كراد داسنية
كراد داسنية أو أكراد الداسنية وتُعرف أيضًا باسم الشامة، قرية تتبع ناحية مركز تلدو في منطقة مركز حمص بمحافظة حمص في سوريا. بلغ عدد سكانها 2,028 نسمة حسب تعداد عام 2004 الذي أجراه المكتب المركزي للإحصاء.